# Josiane Marcassoli
Josiane Marcassoli est une ancienne joueuse française de football née le 10 mars 1958 à Marseille. 

## Biographie
Elle évolue de 1969 à 1979 au poste de gardien de but à l'Olympique de Marseille, qui joue en première division de 1975 à 1979. En mai 1975, elle dispute son premier match en équipe de France face aux Pays-Bas (défaite 1-0). Elle termine sa carrière en 1979 avec cinq sélections en équipe de France. 
Elle est depuis 2011 dirigeante de la section féminine de l'OM.